# Groupe de NGC 2655
Le groupe de NGC 2655 comprend au moins sept galaxies situées dans la constellation de la Girafe. La distance moyenne entre ce groupe et la Voie lactée est d'environ 20,5 Mpc (∼66,9 millions d'al). 

## Membres
Le tableau ci-dessous liste les sept galaxies du groupe indiquées dans l'article de A.M. Garcia paru en 1993. Cinq de ces huit galaxies sont aussi indiquées sur le site de Richard Powell, « Un Atlas de L'univers ».   
| Nom      | Class.    | Type                  | α (J2000.0)   | δ (J2000.0) | Vitesse radiale (km/s) | m           | Distance (Mpc) | Diamètre (kal) |
| -------- | --------- | --------------------- | ------------- | ----------- | ---------------------- | ----------- | -------------- | -------------- |
| NGC 2655 | SAB(s)0/a | Lenticulaire          | 08h 55m 37.7s | 78° 13′ 23″ | 1400 ± 1               | 10,1        | 20,9 ± 1,5     | 150            |
| NGC 2591 | Scd?      | Spirale               | 08h 37m 25.5s | 78° 01′ 35″ | 1330 ± 4               | 12,2        | 19,8 ± 1,4     | 62             |
| NGC 2715 | SAB(rs)c  | Spirale intermédiaire | 09h 08m 06.2s | 78° 05′ 07″ | 1323 ± 1               | 11,2        | 19,8 ± 1,4     | 96             |
| NGC 2748 | SAbc      | Spirale               | 09h 13m 43.0s | 76° 28′ 31″ | 1476 ± 2               | 11,7        | 22,2 ± 1,4     | 58             |
| UGC 4466 | Sm?       | Spirale magellanique  | 08h 36m 54.1s | 77° 49′ 58″ | 1424 ± 5               | 17,9 ± 0,35 | 21,3 ± 1,5     | 37             |
| UGC 4701 | Sd?       | Spirale               | 09h 02m 01.0s | 78° 16′ 39″ | 1384 ± 4               | 14,64       | 20,7 ± 1,5     | 78             |
| UGC 4714 | SABb      | Spirale intermédiaire | 09h 03m 15.1s | 78° 43′ 47″ | 1243 ± 1               | 13,57       | 18,6 ± 1,3     | 31             |

Le site DeepskyLog permet de trouver aisément les constellations des galaxies mentionnées dans ce tableau ou si elles ne s'y trouvent pas, l'outil du site constellation permet de le faire à l'aide des coordonnées de la galaxie. Sauf indication contraire, les données proviennent du site NASA/IPAC.